# Takalik Abaj

Karte des olmekischen Kernlands (braun) und der Pazifikkulturen (grün)

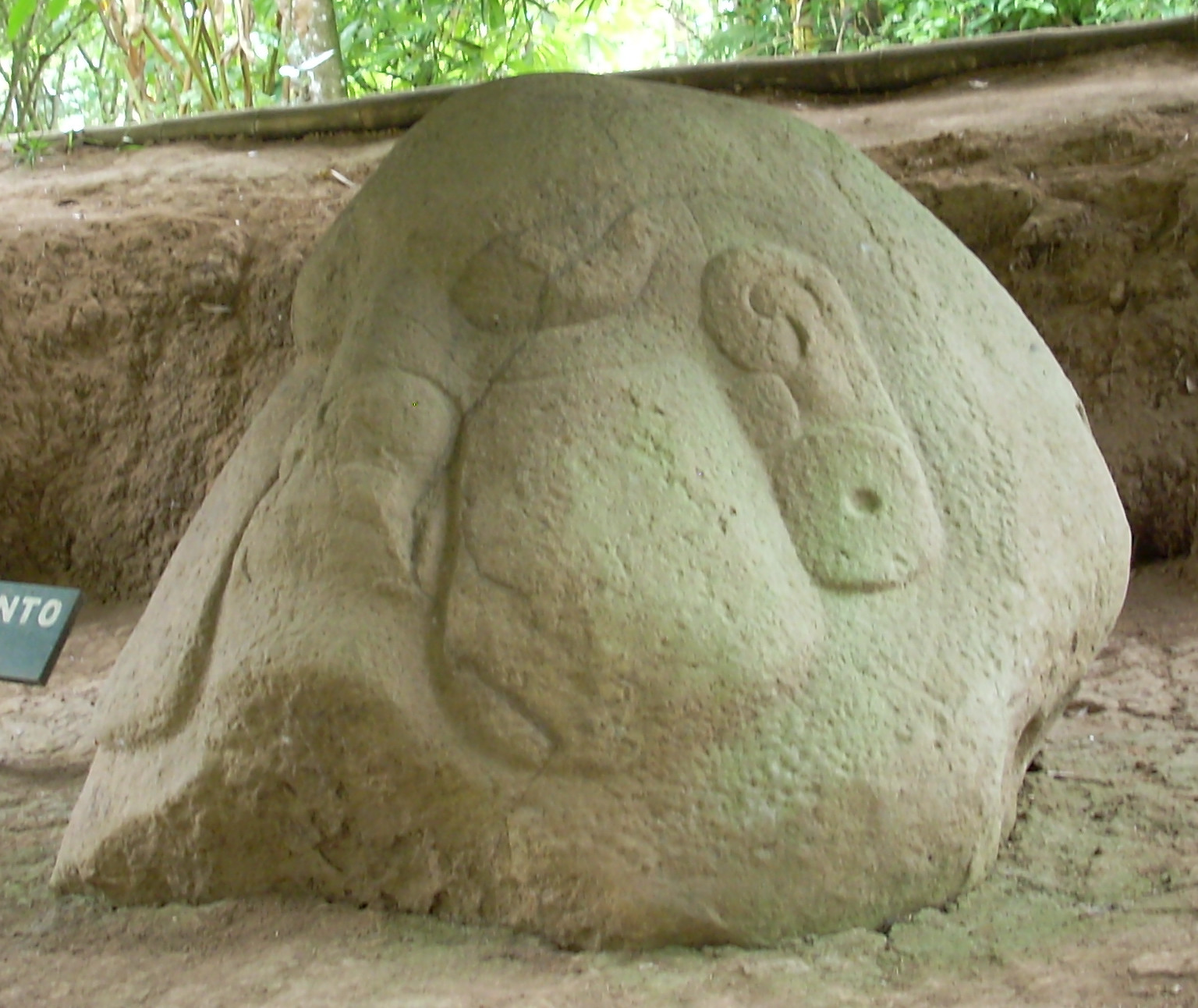
Takalik Abaj – Steinkopf

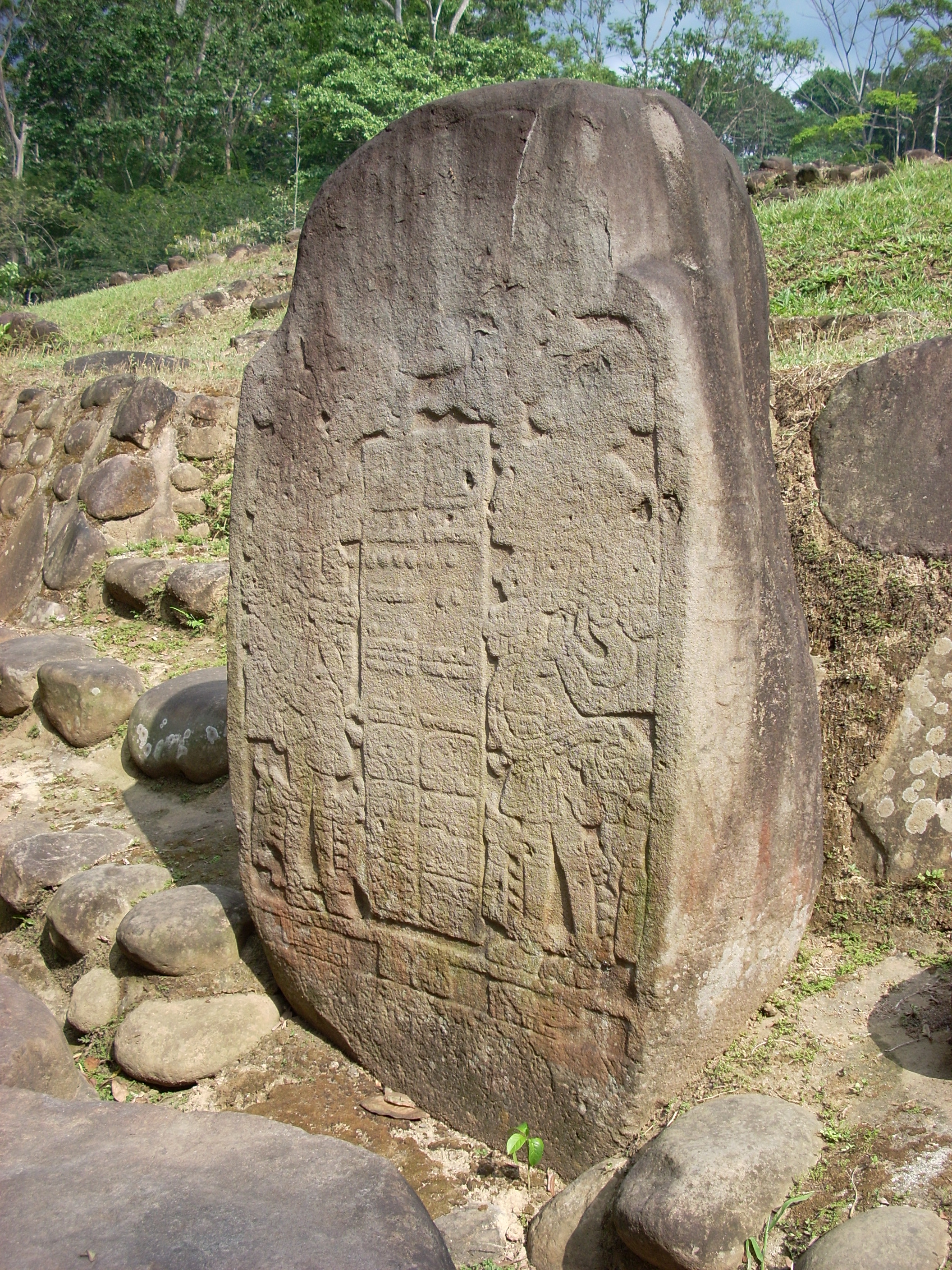
Takalik Abaj – Stele 5 mit Glyphen der Langen Zählung (126 n. Chr.)

Takalik Abaj bzw. Tak'alik Ab'aj (auch Abaj Takalik) ist eine Ruinenstätte der Proto-Maya und der Maya nahe der Pazifikküste von Guatemala im Departamento Retalhuleu. Der Name bedeutet so viel wie „Stehende Steine“. Die archäologische Stätte wurde im Jahr 2023 in die UNESCO-Welterbeliste der Kulturerbestätten aufgenommen.

## Lage und Klima
Takalik Abaj liegt im Bereich des Übergangs vom Hochland zum Pazifikvorland in einer Höhe von ca. 600 m ungefähr 40 km (Fahrtstrecke) östlich der Großstadt Coatepeque bzw. etwa 55 km südlich von Quetzaltenango. Die Pazifikküste selbst ist ca. 40 km (Luftlinie) entfernt. Die jährlichen Niederschlagsmengen schwanken zwischen etwa 2000 mm und 4000 mm.

## Forschungsgeschichte
In den Jahren 1975 und 1976 wurden zahlreiche Steinmonumente, darunter Stelen und Altäre im Stil der Maya freigelegt. Auf einer Fläche von etwa 6,5 km² befinden sich rund 80 Gebäude mit mehreren Plazas. Die Stadt war vom 9. vorchristlichen Jahrhundert bis zum 10. nachchristlichen Jahrhundert besiedelt; ihre Blütezeit erlebte sie vermutlich vom 8. Jahrhundert v. Chr. bis zum 2. Jahrhundert n. Chr. Zu Beginn stand sie unter olmekischem Einfluss; danach kam sie wahrscheinlich unter den merkantilen, kulturellen und politischen Einfluss der etwa 1200 km entfernten zentralmexikanischen Metropole von Teotihuacán. In den Jahrhunderten vor der Zeitenwende bis zur Aufgabe der Stadt dominierte die Maya-Kultur.

## Strukturen und Monumente
Die Stätte wird in vier Gruppen eingeteilt: Zentral-Gruppe, West-Gruppe, sowie Nord- und Südgruppe; jede dieser Gruppen umfasst eine oder mehrere künstlich aufgeschüttete Terrassen mit bisher bekannten über 80 Strukturen. Diese umfassen wiederum sowohl Stelen als auch Altäre und monumentale Kopfskulpturen, wobei letztere gewisse Ähnlichkeiten zu denen der südöstlich angrenzenden Monte-Alto-Kultur aufweisen.